# WarnerTV Serie
WarnerTV Serie (anteriormente TNT Serie) é um canal de televisão pago alemão dedicado à transmissão de séries de televisão. O canal mudou seu nome para WarnerTV Serie em 25 de setembro de 2021, após um anúncio feito em 14 de junho daquele ano.
A transição entre programas é realizada sem a exibição dos créditos.

## Distribuição
O canal era operado pela Turner Broadcasting System Europe e foi lançada em 28 de janeiro de 2009. Desde 1º de junho de 2009, o canal transmite 24 horas por dia.
Em agosto de 2013, a SES Platform Services (mais tarde MX1, e agora parte da SES Video) venceu uma licitação internacional da Turner Broadcasting System, para fornecer serviços de transmissão para o canal Glitz*, Boomerang, Cartoon Network, TNT Film e TNT Serie para o mercado de língua alemã, digitalização de conteúdo da Turner existente e transmissão de serviços on-demand e catch-up na Alemanha, Áustria, Suíça e região do Benelux, a partir de novembro de 2013.

## Logotipos

TNT Serie – 2009 – 30 de maio de 2016
TNT Serie HD – 11 de outubro de 2010 – 30 de maio de 2016
TNT Serie – 1 de junho de 2016 – 24 de setembro de 2021
TNT Serie HD – 1 de junho de 2016 – 24 de setembro de 2021
WarnerTV Serie – desde 25 de setembro de 2021
WarnerTV Serie HD – desde 25 de setembro de 2021